# Campeonato Chileno de Futebol de 2016-17 - Segunda Divisão
O Campeonato Chileno de Futebol de Segunda Divisão de 2016-17 (oficialmente Campeonato Nacional Loto de Primera B del Fútbol Profesional 2016-17) foi a 67ª edição do campeonato do futebol do Chile, segunda divisão, no formato "Primera B". Os 15 clubes jogam em turno ("Apertura") e returno ("Clausura"). O campeão - melhor colocado na tabela geral - é promovido para o Campeonato Chileno de Futebol de 2017 Transición. A outra vaga seria entre o vencedor da partida do segundo melhor colocado da tabela geral com o campeão do Campeonato Chileno de Futebol de 2017 Transición - Segunda Divisão com o último colocado do Campeonato Chileno de Futebol de 2017 Transición. Não houve rebaixamento para a Segunda División Profesional de 2017 Transición, terceiro escalão chileno.

## Participantes
| Equipe                                        | Cidade        | Região                           | No ano anterior                                             | Estádio                                       | Capacidade | Títulos                      | Participações |
| --------------------------------------------- | ------------- | -------------------------------- | ----------------------------------------------------------- | --------------------------------------------- | ---------- | ---------------------------- | ------------- |
| Club de Deportes Coquimbo Unido               | Coquimbo      | Região de Coquimbo               | Décimo Quarto Lugar                                         | Estádio La Pampilla                           | ---        | 2 (1962, 1977)               | 34            |
| Club Provincial Curicó Unido                  | Curicó        | Região de Maule                  | Nono Lugar                                                  | Estádio La Granja                             | 8.000      | 1 (2008)                     | 26            |
| Club Deportivo Magallanes                     | Maipú         | Região Metropolitana de Santiago | Décimo Terceiro Lugar                                       | Estádio Santiago Bueras                       | 4.000      | 0 (não possui)               | 32            |
| Corporación Club de Deportes Santiago Morning | Independencia | Metropolitana de Santiago        | Décimo Quinto Lugar                                         | Santa Laura                                   | 22.375     | 3 (1959, 1974, 2005)         | 21            |
| Club de Deportes Copiapó                      | Copiapó       | Região de Atacama                | Décimo Primeiro Lugar                                       | Estádio Luis Valenzuela Hermosilla            | 8.000      | 0 (não possui)               | 14            |
| Club de Deportes Unión San Felipe             | San Felipe    | Região de Valparaíso             | Nono Lugar                                                  | Estádio Municipal de San Felipe               | 18.500     | 3 (1970, 2000, 2009)         | 36            |
| Club de Deportes La Serena                    | La Serena     | Região de Coquimbo               | Sétimo Lugar                                                | Estádio La Portada                            | 18.500     | 3 (1957, 1987, 1996)         | 23            |
| Club Social de Deportes Rangers               | Talca         | Região de Maule                  | Quarto Lugar                                                | Estádio Fiscal de Talca                       | 8.324      | 3 (1988, 1993 1997 Apertura) | 20            |
| Deportes Iberia                               | Los Ángeles   | Região de Bío-Bío                | Décimo Lugar                                                | Estádio Municipal de Los Ángeles              | 5.000      | 0 (não possui)               | 40            |
| Club de Deportes Puerto Montt                 | Puerto Montt  | Região de Los Lagos              | Quinto Lugar                                                | Estádio Regional de Chinquihue                | 5.300      | 1 (2002)                     | 22            |
| Club de Deportes Ñublense                     | Chillán       | Região de Bío-Bío                | Décimo Segundo Lugar                                        | Estádio Bicentenário Municipal Nelson Oyarzún | 12.000     | 1 (1976)                     | 40            |
| Club de Deportes Cobreloa                     | Calama        | Região de Antofagasta            | Terceiro Lugar                                              | Estádio Municipal de Calama                   | 12.000     | 0 (não possui)               | 2             |
| Club de Deportes Valdivia                     | Valdivia      | Região de Los Lagos              | Acesso pela Segunda División Profesional de 2015-16         | Estádio Parque Municipal de Valdivia          | 5.300      | 0 (não possui)               | 7             |
| Club Deportivo San Marcos de Arica            | Arica         | Região de Arica e Parinacota     | Rebaixado do Campeonato Chileno de Futebol de 2016 Clausura | Estádio Carlos Dittborn                       | 10.000     | 2 (1981, ´2012)              | 32            |
| Club de Deportes Unión La Calera              | La Calera     | Região de Valparaíso             | Rebaixado do Campeonato Chileno de Futebol de 2016 Clausura | Estádio Municipal Nicolás Chahuán Nazar       | 10.000     | 2 (1961, 1984)               | 36            |

## Campeão
| Campeão Chileno Segunda Divisão 2016-17                   |
| --------------------------------------------------------- |
| Club Provincial Curicó Unido (Curicó) (2º título) Campeão |